# Ana Lydia Vega
Ana Lydia Vega (Santurce, Puerto Rico, 6 de desembre de 1946) es una escriptora i militant feminista porto-riquenya. Professora de literatura francesa i d'estudis caribenys a la Universitat de Puerto Rico fins a la seva jubilació, va guanyar el Premi Casa de las Américas el 1982 i li fou atorgat el 1984 el Premi Juan Rulfo. Forma part dels escriptors més famosos del país tot i que la seva obra no conegui gaire ressò a l'exterior de l'estat illenc.
Ha publicat Vírgenes y mártires (contes, amb Carmen Lugo Filippi) (1981), Encancaranublado y otros cuentos de naufragio, Premi Casa de las Américas (1982), Pasión de historia y otras historias de pasión (1987), Falsas crónicas del sur (1991) i Ciertas crónicas del norte (1992). La seva obra assagística ha estat recollida a El tramo ancla: ensayos puertorriqueños de hoy (amb altres autors) (1988), Esperando a Loló y otros delirios generacionales (1995), Pulseando con el difícil i La Canción Verde.